# Litzlberg am Attersee
Litzlberg am Attersee (Litzlberg sur l'Attersee) est un tableau peint en 1914-1915 par Gustav Klimt (1862-1918). Huile carrée de 110 cm sur 110 cm, elle représente les bords du lac d'Attersee en Haute-Autriche (Litzlberg est un village et une des îles du lac).
Peinte quelques années avant sa mort et démontrant une parfaite maitrise de la couleur, l'œuvre est inspirée du pointillisme. Klimt a peint plus d'une cinquantaine de paysages, surtout à la fin de sa vie dont plusieurs sur l'Attersee, sur les bords duquel il passait presque tous ses étés depuis 1900.
Le tableau avait été volé par la Gestapo en 1941 dans l'appartement de sa propriétaire, Amalie Redlich, une Autrichienne d'origine juive, juste après qu'elle fut déportée en Pologne où elle mourut dans un camp de concentration. Le tableau fut acquis après 1941 par le marchand d'art et collectionneur de Salzbourg, Friedrich Welz, qui l'échangea contre une autre œuvre d'art avec le Museum der Moderne de Salzbourg. Le musée a ainsi exposé le tableau avant qu'il ne soit restitué au printemps 2011 au petit-fils de sa propriétaire et son unique héritier, le Canadien George Jorish.
Celui-ci décida de le mettre en vente et le tableau fut vendu 40,4 millions de dollars (29,3 millions d'euros) aux enchères chez Sotheby's, à New York, le 2 novembre 2011, frôlant un record pour un paysage du peintre symboliste autrichien. Il a été acheté par le marchand zurichois David Lachenmann pour le compte d'un de ses clients resté anonyme.